# 萬義
萬義（1489年—？年），字質夫，直隶山海卫军籍江西奉新縣人。

## 生平
治《易經》，嘉靖元年順天府鄉試第四十五名舉人，年三十五歲中式嘉靖二年（1523年）癸未科會試第三百二十八名，第三甲第二百三十九名進士。

## 家族
曾祖萬能。祖父萬全。父萬貴。嫡母馬氏，生母余氏。永感下。兄萬仁。